# شام پرمصیبت
شام پرمصیبت (فرانسوی: Salle à manger fantastique‎) فیلمی در ژانر صامت به کارگردانی ژرژ ملی‌یس است که در سال ۱۸۹۹ منتشر شد.